# Municipio de Wabash (condado de Adams)
El municipio de Wabash (en inglés: Wabash Township) es un municipio ubicado en el condado de Adams en el estado estadounidense de Indiana. En el año 2010 tenía una población de 6223 habitantes y una densidad poblacional de 65,7 personas por km².

## Geografía
Según la Oficina del Censo de los Estados Unidos, tiene una superficie total de 94.71 km², de la cual 93,57 km² corresponden a tierra firme y (1,2 %) 1,14 km² es agua.

## Demografía
Según el censo de 2010, había 6223 personas residiendo. La densidad de población era de 65,7 hab./km². De los 6223 habitantes, estaba compuesto por el 97 % blancos, el 0,4 % eran afroamericanos, el 0,19 % eran amerindios, el 0,29 % eran asiáticos, el 1,24 % eran de otras razas y el 0,88 % eran de una mezcla de razas. Del total de la población el 2,83 % eran hispanos o latinos de cualquier raza.